# 아사카 마나토
아사카 마나토(일본어: 朝夏 まなと あさか まなと[*], 1984년 9월 15일 - )는 일본의 배우이다. 전 다카라즈카 가극단 소라구미 톱스타이다.
사가현 사가시, 사가대학 문화교육학부 부속중학교 출신이다. 키 172cm, 혈액형은 A형이다. 애칭은 "마아-", "마나토"이다.
소속사는 토호 예능이다.

## 약력
2000년, 다카라즈카 음악학교에 입학.
2002년, 다카라즈카 가극단 88기생으로 입단. 입단 당시 성적은 10등이었다. 호시구미 공연 「프라하의 봄／LUCKY STAR!」으로 초무대. 그 후, 하나구미에 배속.
발군의 스타일과 표현력이 풍부한 춤으로 두각을 나타내며, 2005년, 「말라케시・붉은 묘표」으로 신인공연 첫 주연. 그 후에도 4번에 걸쳐 신인공연 주연을 맡았다.
2008년, 바우 워크샵 「푸른 입맞춤」으로 바우홀 공연 첫 주연.
2010년, 「BUND／NEON 상하이」에서 바우홀 공연 단독 첫 주연. 같은 해 「CODE HERO」 (바우홀/일본청년관 공연)으로 동상공연 첫 주연.
2012년 6월 1일자로, 소라구미로 조이동. 소라구미로 이동한 후, 신 톱스타 오우키 카나메의 다음인 니반테와 확실하지 않은 시기가 계속되었다.
2013년, 「바람과 함께 사라지다」에서 히로인인 스칼렛을 야쿠가와리로 연기했다.
2014년, 「날개 있는 사람들」 (드라마시티/일본청년관 공연)으로 2번째 동상공연 주연. 같은 해 「베르사이유의 장미」로 전국투어 첫 주연. 이어서, 오우키 카나메의 퇴단 공연 쇼 「PHOENIX 다카라즈카!!」로 최초이자 최후인 니반테 날개를 메었고, 이듬해 2월 16일자로 소라구미 7대 톱스타에 취임하였다. 상대역으로는 오우키 카나메의 상대역을 했던 미사키 리온을 맞이했고, 같은 해 「왕가에 바치는 노래」로 신 톱콤비 대극장 오히로메. 미사키는 같은 하나구미 출신으로, 하나구미 출신 톱콤비 탄생이 되었다.
2017년, 미사키의 퇴단 후, 고정 상대역이 없이, 같은 해 11월 19일, 「신들의 토지／클래시컬 비쥬」 도쿄공연 천추락을 기해, 다카라즈카 가극단을 퇴단.
퇴단 후에는 토호 예능 소속이 되어, 뮤지컬을 중심으로 활동을 계속 하고 있다.
2020년, 제 45회 키쿠타 카즈오 연극상의 연극상을 수상하였다.

## 에피소드
전 AKB48 와타나베 마유가 아사카의 팬이라는 것을 말한 적이 있다.

## TV출연
- 2012년 10월, 니혼테레비 『아라시니시야가레』
- 2014년 1월, 후지테레비 『SMAP×SMAP』 - 스마신하이스쿨

## 수상이력
- 2008년, 『다카라즈카 가극단 연도상』 - 2007년도 신인상
- 2014년, 『다카라즈카 가극단 연도상』 - 2013년도 노력상
- 2017년, 『다카라즈카 가극단 연도상』 - 2016년도 우수상
- 2020년, 제 45회 『키쿠타 카즈오 연극상』 - 연극상